# Херман III фон Еверщайн-Поле
Херман III фон Еверщайн-Поле (на немски: Hermann III, Graf von Everstein-Polle; * 1351; † между 1393 и 1395) е домхер в Хилдесхайм, от 1373 г. граф на граф на Еверщайн и господар на Поле в Долна Саксония, след брат му Ото VI фон Еверщайн-Поле.
Той е вторият син на граф Херман II фон Еверщайн-Поле († 1350/1353) и съпругата му Аделхайд фон Липе († сл. 1324), дъщеря на Симон I фон Липе († 1344) и съпругата му Аделхайд фон Валдек († 1339/1342). Майка му е сестра на Бернхард (1277 – 1341), княжески епископ на Падерборн (1321 – 1341).
Сестра му Аделхайд фон Еверщайн-Поле († 1373) се омъжва през 1335/1336 г. за херцог Ернст I фон Брауншвайг-Грубенхаген († 1361). Брат му граф Ото VI фон Еверщайн-Поле († 25 юли 1373) загива в битката при Левесте. Брат му Ото XI фон Еверщайн-Поле († 1356/1364) е домхер в Хилдесхайм (1341 – 1356), каноник в „Св. Блазии“ в Брауншвайг (1355).

## Фамилия
Херман III фон Еверщайн-Поле се жени сл. 1373 г. за Елизабет I фон Валдек († сл. 22 юли 1423), дъщеря на граф Хайнрих VI фон Валдек 'Железния' († 1397) и Елизабет фон Юлих-Берг († сл. 1388). Те имат три деца:
- Херман фон Еберщайн-Поле († сл. 1398)
- Майнхард фон Еберщайн-Поле († сл. 1398)
- Ото фон Еберщайн († сл. 1398)

Вдовицата му Елизабет фон Валдек се омъжва втори път на 25 април 1395 г. за граф Ернст VII фон Глайхен-Тона († 1414/1415).